# Benji Kikanović
Benjamin "Benji" Kikanović, né le 6 janvier 2000 à San José, en Californie aux États-Unis, est un joueur américain de soccer qui joue au poste d'ailier gauche aux Earthquakes de San José en MLS.

## Biographie

### En club
Né à San José, en Californie aux États-Unis, Benji Kikanović joue notamment pour les Hornets de Sacramento State et le Sacramento Gold de Sacramento durant sa formation.
Benji Kikanović rejoint le Reno 1868 FC le 13 janvier 2020. Il fait alors ses premiers pas en USL Championship, jouant son premier match dans cette compétition le 20 juillet 2020 contre le Republic de Sacramento. Il entre en jeu à la place de Kevin Partida (en) et son équipe s'incline par un but à zéro.
Le 16 février 2021, Benji Kikanović signe pour les Earthquakes de San José avec un contrat d'un an avec une option de prolongation jusqu'à 2024.
Kikanović joue son premier match sous ses nouvelles couleurs lors d'une rencontre de Major League Soccer face aux Timbers de Portland, le 16 mai 2021. Il entre en jeu à la place de Carlos Fierro lors de cette rencontre perdue par son équipe (0-2 score final). Il marque son premier but pour le club le 4 juillet 2021 contre le Minnesota United FC, lors d'une rencontre de MLS. Il entre en jeu et inscrit le but égalisateur (2-2 score final).
Le 4 juillet 2022, Kikanović réalise son premier doublé, lors d'une rencontre de MLS face au Fire de Chicago. Il permet ainsi aux siens de l'emporter (2-1 score final).

## Vie privée
Benji Kikanović est originaire de Bosnie-Herzégovine de par son père, Sead Kikanović, dont il a hérité sa passion pour le soccer. Il grandit à Antelope en Californie.